# Spiha
Spiha fue una banda finlandesa de rock formada entre el periodo de 1998–2005 que tocaba psicodélico/stoner rock. Durante su carrera lanzó 2 álbumes de estudio y un álbum en directo.
Spiha fue una banda establecida por Timo Paavola y Henri Fagerholm en septiembre de 1998, y posteriormente se unió el cantante y guitarrista Henri Lonnrot. Debutaron el día de año nuevo de 1999 en la semifinal de Helsingissä. Spiha tuvo varios cambios en la formación, hasta que en 2003 lanzaron su álbum debut Egoreactor con Henri "Nenne" Lönnrot como vocalista, Timo Paavola como guitarrista, Mikko "Junza" Juntunen como segundo guitarrista, Juhana "Pätkä" Rantala como batería, Henri Fagerholm como bajista y Ilkka Pajunen como tevlista. Dos años después lanzaron un álbum en vivo y en el mismo año lanzaron su segundo álbum de estudio Spiritual Hallunication. La banda se reunió de nuevo en 2010, y la primera aparición tuvo lugar a principios de 2011 en el festival de Trash IV.

## Miembros
- Henri Lönnrot - vocalista
- Mr Hector Weed – guitarrista
- Sam Sinster - batería
- JJ.Vicious - bajista
- Timo Paavola - guitarrista rítmico
- Ilkka Pajunen - teclista

### Antiguos miembros
- Henri Fagerholm - bajista (1998)
- Mikko Juntunen - guitarrista (2003)
- Juhana Rantala - batería (2003)
- Jussi Ahlroth - guitarrista (1999)

## Discografía
- Egoreactor (2003)
- It's Alive! (2005) (álbum en directo)
- Spiritual Hallunication (2005)
- Tooth Helmet Freakophonic, (2005) (LP)